# Київський саміт перших леді та джентльменів
Перший саміт перших леді та джентльменів (англ. Kyiv Summit of First Ladies and Gentlemen) — міжнародна ініціатива першої леді України Олени Зеленської. Тема першого саміту: «М’яка сила в новій реальності». Метою заходу є створення міжнародної діалогової платформи, яка сприятиме розв’язанню гуманітарних проблем по всьому світу. Перший саміт відбувся 23 серпня 2021 року на території національного заповідника «Софія Київська».

## Напрямки роботи
У своєму зверненні засновниця Київського саміту перших леді і джентльменів Олена Зеленська зазначила: «М’яка сила» перших леді, які не мають політичної влади, здатна змінити навколишню реальність. Вони досягають поставленої мети та отримують бажаний результат не шляхом участі в політиці, а за допомогою гуманітарних проєктів, соціальних зв’язків. У новій реальності світові допоможе м’яка сила з твердими рішеннями».

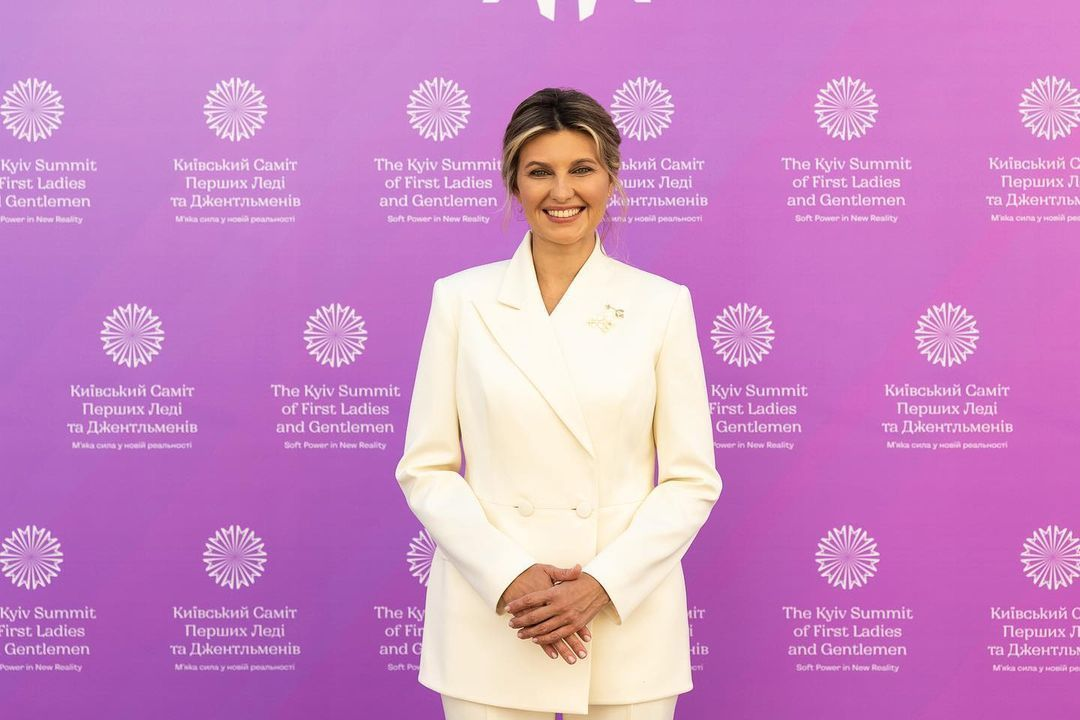
Олена Зеленська на Київському саміті перших леді та джентльменів

## Мета саміту
- об’єднати перших леді та джентльменів для створення міжнародної платформи для обміну досвідом та реалізації спільних проєктів для добробуту людей у світі;

- обговорити поточні проблеми дня та діяльність перших леді та джентльменів щодо їх вирішення;

- зробити голос кожної окремої першої леді та джентльмена більш впливовим.

## Учасники

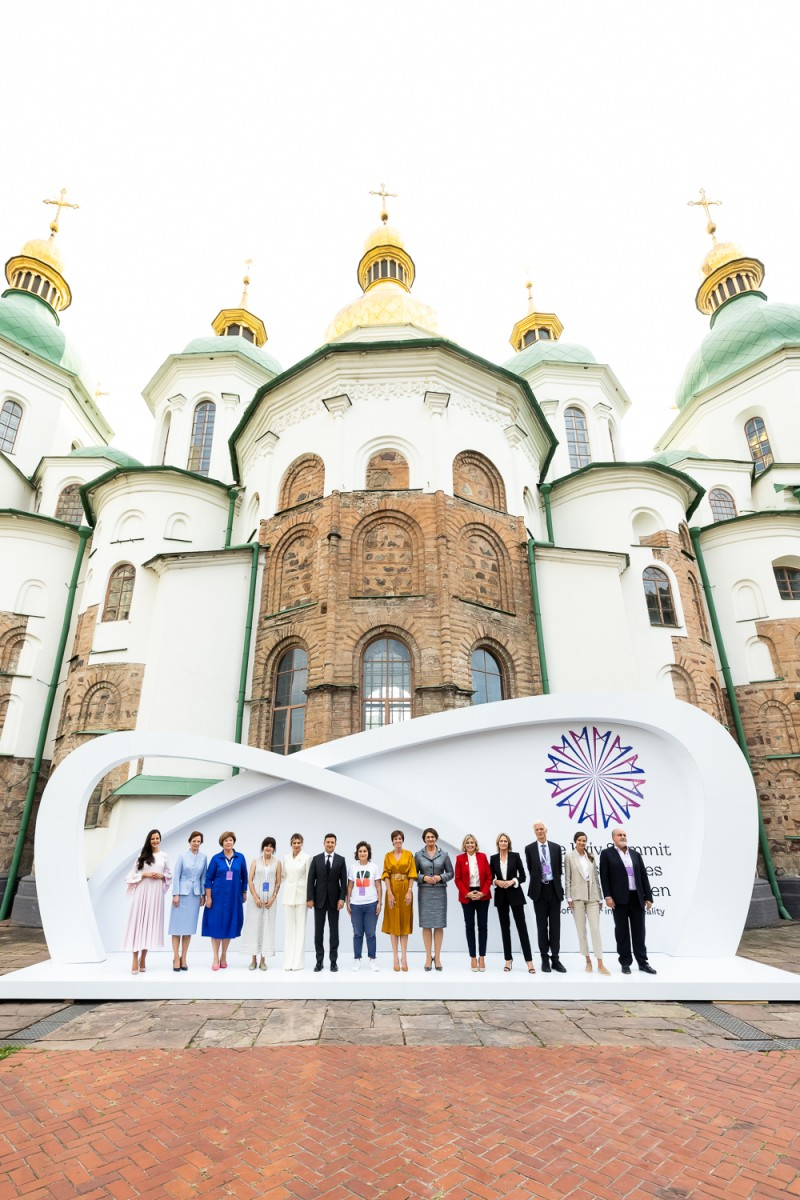
Учасники першого Київського саміту перших леді та джентльменів

У Київському саміті перших леді та джентльменів брали участь десять перших леді, серед яких дружини глав Латвії, Литви, Сербії, Ізраїлю, Німеччини, Туреччини, Хорватії, Коста-Рики, Бразилії, Європейської Ради, дочка президента Лівану, а також перша леді України Олена Зеленська. 
Перша леді США (1993—2001), держсекретар США (2009—2013) Гілларі Клінтон привітала Київський саміт перших леді та джентльменів у відеозверненні: «Наша позиція, як перших леді та джентльменів, унікальна і часом супроводжується неповторними викликами. Наше життя перебуває під лупою і підлягає величезному розбору. Це нелегко, про що я знаю з особистого досвіду. Водночас у нас є безпрецедентна можливість служити своїй країні, використовувати ресурси і стосунки, щоби братися за важливі проєкти і робити внесок у здоров’я та добробут свого суспільства».
Загалом участь у саміті взяли понад 20 учасників, серед яких керівництво Всесвітньої організації охорони здоров’я, ООН Жінки, а також провідні експерти та лідери думок світу: серед них мислитель, автор книжки «Чорний лебідь» Нассім Ніколас Талеб і афганська кінорежисерка Сахра Карімі, яку Українська держава після драматичних подій евакуювала разом з родиною з Афганістану. Також у саміті взяли участь американська актриса Робін Райт і канадська актриса українського походження Кетрін Винник.

## Декларація
За підсумками заходу учасники першого саміту схвалили підсумкову спільну декларацію. В документі зазначено:
- сприяння міжнародній співпраці перших леді та джентльменів – для обміну досвідом, координації зусиль та консолідованої реалізації спільних проєктів задля подолання наслідків пандемії COVID-19 та досягнення Цілей Сталого Розвитку в різних сферах життя суспільств та міжнародного співтовариства;
- запрошення всіх зацікавлених перших леді та джентльменів світу долучитися до досягнення цих цілей та полегшення адаптації людства до нової реальності;
- зосередження на реалізації проєктів у таких сферах: охорона здоров’я, освіта, наявність рівних можливостей для доступу до базових сервісів і гарантій, боротьба з бідністю, допомога людям з інвалідністю, підтримка дитинства, право на захищену старість, питання гендерної рівності та інших сферах, які в подальшому перші леді та джентльмени визначатимуть як пріоритетні;
- сприяння створенню міжнародної експертної мережі, що складатиметься з провідних експертів в різних галузях, для інформаційно-аналітичної підтримки ініціатив та проєктів в зазначених сферах,
- опрацювання в своїх країнах питання зміцнення інституту перших леді та джентльменів для створення нових можливостей використання «м’якої сили» у світі;
- привітання ініціативи України представити на розгляд учасників саміту річний план заходів з розвитку співробітництва перших леді та джентльменів.

У зв'язку із загостренням безпекової ситуації в Афганістані, під час саміту було зроблено спільну заяву про необхідність захисту жінок, дітей та сімей в умовах конфліктів.